# 鲍启运
鲍启运，字芳陶，安徽徽州府歙县棠樾村人，棠樾鲍氏二十四代，明嘉靖兵部左侍郎鲍象贤的八代孙，鲍宜瑗次子，清代两淮盐务总商鲍志道（1743年-1801年）之弟。鲍启运八岁父母双亡，由嫂嫂汪氏抚养成人，后随兄鲍志道在扬州经营盐业。
嘉庆九年（1804年），鲍启运奉派由淮南调往淮北分司办理盐运。鲍启运以淮北官盐积疲滞销，于是告病请辞抗佥，不肯接办，遭巡视盐运的监查官佶山参奏，要求严加查办。嘉庆一个多月内连发三道圣旨，责令两江总督陈大文核查真相后，体谅到淮北盐业确实停滞，鲍启运并非有心违抗，于是免受革职，但需捐输白银五万两弥补亏空，代完淮北退商未运壬戌纲盐一万余引。风波平息后，鲍启运将三道圣旨的文字刻于碑上，立在鲍氏宗祠，感泣再造之恩，也让鲍氏子孙铭记祖辈经营盐业的艰辛。
清嘉庆十年(1805年)，鲍启运兴建棠樾女祠清懿堂，又秉承父亲鲍宜瑗遗志，向鲍家宗祠捐义田计1200亩，用于维持祠堂祭祖，以及赈济孤寡残疾的族人，得到安徽巡抚朱珪、两江总督陈大文的著文称许。